# Нижний Прихон
Нижний Прихон — деревня в Шимском районе Новгородской области в составе Медведского сельского поселения.

## География
Находится в западной части Новгородской области на расстоянии приблизительно 11 км на северо-запад по прямой от районного центра поселка Шимск на правом берегу реки Мшага.

## История
На карте 1840 года уже была отмечена как «2-й Роты 3-е Кап.». Входила в систему военных поселений в Новгородской губернии. На карте 1847 года отмечена как поселение с современным названием и с 63 дворами. В 1907 году здесь (деревня Новгородского уезда Новгородской губернии) было учтено 76 дворов.

## Население
Численность населения: 428 человек (1907 год), 38 (русские 97 %) в 2002 году, 38 в 2010.